# Tomás Mariño Pardo
Tomás Mariño Pardo (villa de Jove, Lugo, 1 de diciembre de 1789) fue un maestro y perito agrimensor que en los últimos años de su vida, 12 de julio de 1879 presenta un proyecto de navegación aérea, en un manuscrito.

## Biografía
Su tío puede ser Jose Mariño de Illade (Yllade) catedrático de teología del Seminario de Santa Catalina de Mondoñedo, y diputado en las cortes de 1814
Pasa su vida como maestro de Galdo, y en el convento de San Francisco de Vivero; y como perito agrimensor en Vivero. Se casa con Micaela López y tiene 6 hijos.
En los últimos años de su vida ya retirado en 1879, escribe un manuscrito en el que en un discurso entre dos personajes, diserta sobre la navegación aérea titulado "Proyecto acerca de la navegación aérea"  conservado en el Archivo del Reino de Galicia. 

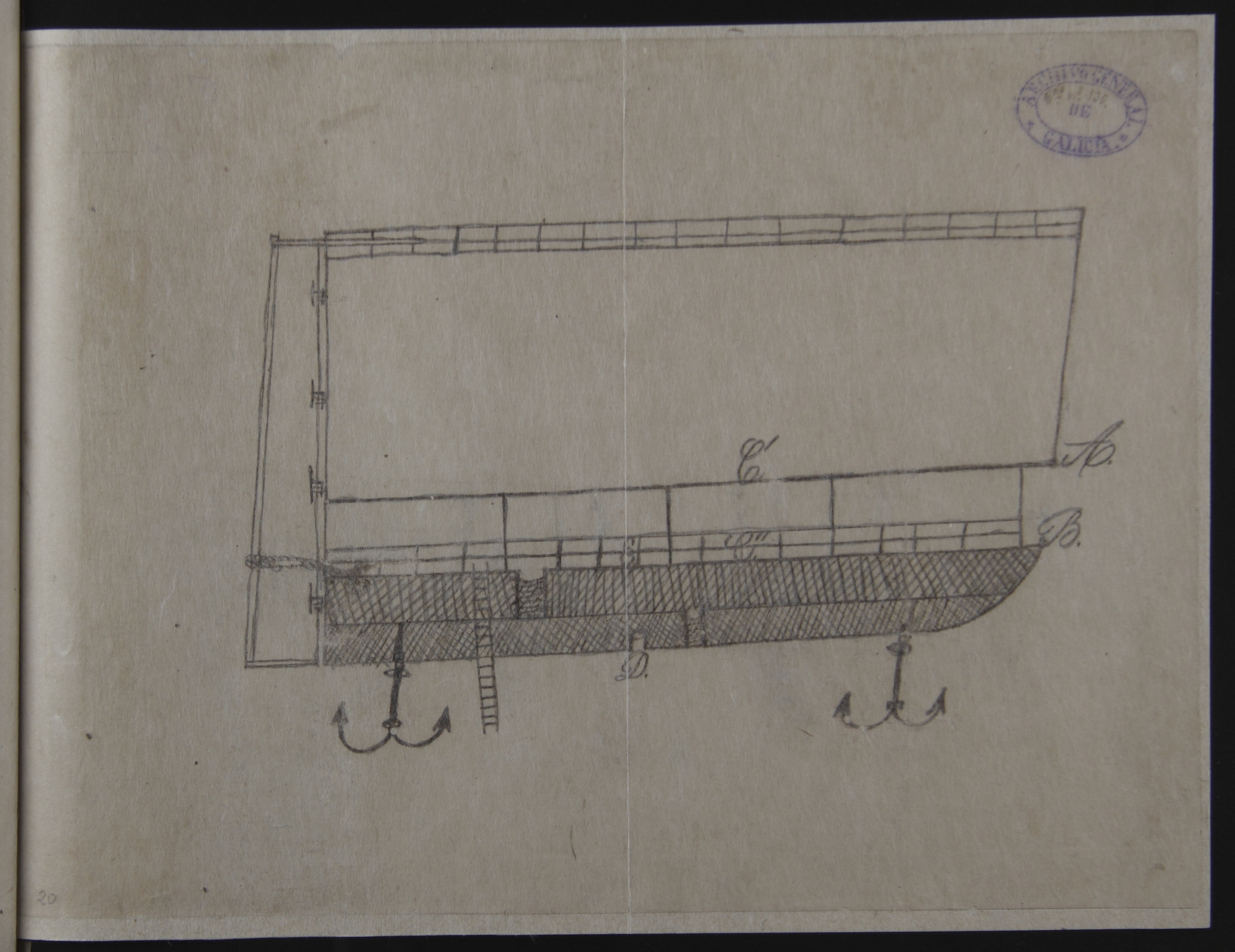
Proyecto acerca de la navegación aérea / Tomás Mariño 1879

En esos años, la navegación en globo ya era una realidad, pero estos dependían de las direcciones de los vientos. Los primeros intentos de dirigibles se producen en 1852 por Henri Giffard, 1863 de Solomon Andrews, o el más desarrollado de Dupuy de Lome en 1872. No será de todas formas hasta que el colombiano Carlos Albán y Ferdinand von Zeppelin desarrollen su dirigible de forma comercial.

## Descubrimiento del manuscrito y divulgación
En 1919 el Tnt. Coronel del Ejército D. Manuel Insua Santos comienza a buscar el manuscrito sobre aeronáutica que su vecino de Jove, había escrito en 1879 y del que tenía noticias. El manuscrito aparece en 1920 entregándoselo a D. Manuel Insua Santos, el Biznieto del autor D. Fidel Moas Mariño, siendo impreso por la biblioteca del "Heraldo de Vivero" divulgándolo y cediéndolo al Archivo General de Galicia . El descubrimiento seguirán apareciendo en la prensa y publicándose por fascículos por el Centro Gallego de Buenos Aires en 1926

El 24 de agosto de 1921 el ayuntamiento de Jove coloca una placa en el lugar de nacimiento de Mariño con la siguiente inscripción
"En esta casa nació el 1 de diciembre de 1798, Tomás Mariño Pardo, precursor de la navegación aérea, según su proyecto del año 1879, depositado en el Archivo general de Galicia.
El ayuntamiento de Jove dedica esta lápida a su memoria, agosto de 1921"
En 1972 Luis Seoane en carta a Isaac Díaz Pardo, le pide que realice un trabajo sobre Mariño Pardo para poner en valor su figura